# Liste der Baudenkmäler in Dormagen
Die Liste der Baudenkmäler in Dormagen enthält die denkmalgeschützten Bauwerke auf dem Gebiet der Stadt Dormagen im Rhein-Kreis Neuss in Nordrhein-Westfalen (Stand: 1. Dezember 2019). Diese Baudenkmäler sind in der Denkmalliste der Stadt Dormagen eingetragen; Grundlage für die Aufnahme ist das Denkmalschutzgesetz Nordrhein-Westfalen (DSchG NRW).

## Baudenkmäler
Baudenkmäler sind „Denkmäler, die aus baulichen Anlagen oder Teilen baulicher Anlagen bestehen“. Die Denkmalliste der Stadt Dormagen umfasst 164 Baudenkmäler, darunter 73 Wohn- und Geschäftshäuser oder öffentliche Gebäude, 61 Wegekreuze, Kapellchen oder Bildstöcke, zwölf Kirchen oder Klöster, zehn landwirtschaftliche Anwesen sowie acht Stadtmauern, Tore, Türme oder Platzanlagen. Von den insgesamt 164 Baudenkmälern befinden sich 73 in Stadt Zons, 31 in Nievenheim, 23 in Dormagen, 15 in Hackenbroich, elf in Straberg, zehn in Gohr sowie eins in Broich.
Weiterhin sind 16 Objekte als Bodendenkmäler in Teil B (siehe Liste der Bodendenkmäler in Dormagen) sowie zwei Madonnen im Kreismuseum Zons als bewegliche Denkmäler in Teil C der Denkmalliste der Stadt Dormagen eingetragen.
Die Liste umfasst falls vorhanden eine Fotografie des Denkmals, als Bezeichnung falls vorhanden den Namen, sonst kursiv den Gebäudetyp, die Ortschaft in der das Baudenkmal liegt und die Adresse sowie die Eintragungsnummer der unteren Denkmalbehörde der Stadt Dormagen. Der Name entspricht dabei der Bezeichnung durch die untere Denkmalbehörde der Stadt Dormagen. Abkürzungen wurden zum besseren Verständnis aufgelöst, die Typografie an die in der Wikipedia übliche angepasst und Tippfehler korrigiert.
| Bild                                       | Bezeichnung                                          | Lage                                                                                  | Beschreibung | Bauzeit                                          | Eingetragen seit          | Denkmal- nummer |
| ------------------------------------------ | ---------------------------------------------------- | ------------------------------------------------------------------------------------- | --- | ------------------------------------------------ | ------------------------- | --------------- |
| weitere Bilder                             | Pfarrkirche St. Michael                              | Dormagen Kölner Straße 34 Karte                                                       | erhalten: Westturm, Tuff; 1887, viergeschossig ummantelt; Kirchenschiff von 1972 (Hans Schilling), südlich der Kirche alte Basalt- und Bruchsteinmauer mit Grabkreuzen des 18. Jahrhunderts; Ausgrabung alter römischer Fundamente. Missionskreuz, 1785, Holz, im Altarraum. | Ende 12. Jahrhundert, 1887                       | 15.05.1984                | 0.01            |
| weitere Bilder                             | Kapelle des Raphaelshauses                           | Dormagen Krefelder Straße 122 Karte                                                   | einschiffige, neugotische Backsteinkapelle mit geradem Chorschluss und Dachreiter. Nutzung: Kapelle | 1901/02                                          | 15.05.1984                | 0.02            |
| weitere Bilder                             | Pfarrkirche St. Odilia                               | Gohr Kirchplatz 5 Karte                                                               | dreischiffige, romanische Pfeilerbasilika mit quadratischen Chor und geradem Chorschluss, Umbauten des 17. und 19. Jahrhunderts; im 19. Jahrhundert nach Westen erweitert; Innenausstattung weitgehend neu; Taufbecken aus Blaustein, 12. Jahrhundert, Madonnenfigur aus Holz (Gabriel de Grupello), 18. Jahrhundert; im Kirchenbereich alte Grabsteine aus Sandstein oder Blaustein des 17. und 18. Jahrhunderts Zustand: gut. | 11. Jahrhundert, Mitte 17. Jahrhundert, 1890–93; | 15.05.1984                | 0.03            |
| weitere Bilder                             | Pfarrkirche St. Katharina                            | Hackenbroich Dorfstraße 12 Karte                                                      | Kreuzförmige Hallenkirche mit halbrunder Apsis und viergeschossigem Westturm aus dem 12. Jahrhundert mit Helmdach. Die heutige Sakristei ist Teil der ehemaligen Kirche aus dem 12. Jahrhundert. Tuffstein mit Lisenengliederung und Rundbogenfries; erhalten ist die halbrunde Apsis und das Chorrechteck; zeitgenössische Ausstattung bis auf Chorgestühl und Orgel erhalten; Fenster um 1890, Nazarener Stil (Oidtmann); | Ende 12. Jahrhundert; 1865–70                    | 15.05.1984                | 0.04            |
| weitere Bilder                             | Pfarrkirche St. Pankratius                           | Nievenheim Conrad-Schlaun-Straße 1 Karte                                              | dreischiffige Hallenkirche aus Backstein mit Pilastergliederung, polygonaler Chor mit Dachreiter; die drei unteren Geschosse des quadratischen, vorgesetzten Turms aus Tuff aus dem 12. Jh.; im Kirchhof alte Grabsteine aus Sandstein mit flachen, reliefierten, figürlichen Darstellungen des 17. und 18. Jahrhunderts; ebenfalls im Kirchhof zwei oktogonale Backsteinkapellen (18. Jahrhundert, 1805) Kreuzigungsgruppe aus dem 18. Jahrhundert, Trachyt. Einfriedungsmauer der Pfarrkirche. Zustand: gut. | 1741–43                                          | 15.05.1984                | 0.05            |
| weitere Bilder                             | Kloster Knechtsteden                                 | Straberg Knechtsteden Karte                                                           | Ehemaliges Prämonstratenser-Kloster; von der alten an der Südseite der Kirche gelegenen Klosterbauten nichts mehr erhalten, vom Neubau des 17. Jahrhunderts nur noch die Grundmauern; zweigeschossiger Bau, verputzt mit kolossaler Pilasterordnung, Mansarddach und Krüppelwalmdach; zum Kloster gehörig Wirtschaftstrakte aus der Zeit um 1900 und der 1920er Jahre. Im Klosterbereich: Missionsmuseum um 1900; zweigeschossiger Putzbau mit Quaderpilastern, leicht vorgezogene und durch Balkon und Giebel betonte Mittelachse; ausgebautes Mansarddach. Im Klostergarten Denkmal des hl. Antonius 19. Jahrhundert, Sandstein, Standfigur mit Kind. Die Eintragung wird erweitert um die den Brüderhof umschließenden Gebäude. Die gutachterliche Stellungnahme des Rheinischen Amtes für Denkmalpflege vom 5. März 1996 ist Bestandteil der Denkmalliste. Dormagen, 21. Oktober 1997 Nutzung: Kloster Zustand: gut. | 1896                                             | 15.05.1984 und 21.10.1997 | 0.06            |
| weitere Bilder                             | Klosterbasilika Knechtsteden                         | Straberg Knechtsteden Karte                                                           | ehemalige Prämonstratenser-Abteikirche Knechtsteden; 1138–1150, 1477 spätgotischer Hauptchor; 1903 Querapsiden auf altem Grundriss; doppelchörige, dreischiffige Pfeilerbasilika in gebundenem System mit Stützenwechsel Ostquerschiff mit Apsiden, achteckiger Vierungsturm mit Pyramidendach und zwei quadratische, fünfgeschossige Chorflankierungstürme; Tuff und Hausteingliederung aus Trachyt. | 1138–1150, 1477;                                 | 15.05.1984                | 0.07            |
| Pfarrkirche St. Agatha                     | Pfarrkirche St. Agatha                               | Straberg Lindenkirchplatz Karte                                                       | einschiffige, neugotische Backsteinkirche mit polygonalem Chorschluss und quadratischem vorgesetztem, viergeschossigen Westturm; Backstein mit Sandsteinmaßwerk der Fenster; auf der Westfassade zwei neugotische Nischen mit Sandsteinfiguren. | 1886–1888                                        | 15.05.1984                | 0.08            |
| Pfarrkirche St. Aloysius                   | Pfarrkirche St. Aloysius                             | Stadt Zons Oberstraße 12 Karte                                                        | ehemalige Kapelle, 1910 durch Querschiff und halbrunde Apsis zur einschiffigen Kirche erweitert, Backstein mit Lisenengliederung und Rundbogenfriesen, über der östlichen Eingangsfront Glockenturm, zeitgenössische Ausstattung weitgehend erhalten; Portalvorhalle neu. Zustand: gut. | 1838,1910                                        | 15.05.1984                | 0.09            |
| weitere Bilder                             | Pfarrkirche St. Martinus                             | Stadt Zons Hubertusstraße Karte                                                       | dreischiffige, neugotische Basilika mit Querschiff, polygonalem Chor, vorgesetztem Westturm der vom Quadrat ins Polygon übergeht, Backstein mit Sandsteingliederung; die Innenausstattung weitgehend erhalten; im Kirchenbereich ein Hochkreuz aus Sandstein und Grabkreuze des 17. und 18. Jahrhunderts aus Sand- und Blaustein. | 1878                                             | 15.05.1984                | 0.10            |
| weitere Bilder                             | Dreifaltigkeitskapelle                               | Stadt Zons Rheinstraße neben 1 Karte                                                  | einschiffig mit halbrunder Apsis und Dachreiter, Backstein mit Lisenengliederung; wird renoviert. Die neuromanische Dreifaltigkeitskapelle wurde 1860 (Paschalis Gratze) von Franziskanerinnen errichtet, die sich 1858 im benachbarten Zollhaus niedergelassen hatten. Seit 1960 die nachfolgenden Vinzenzschwestern Zons verlassen hatten, wird die Kapelle nur noch gelegentlich zu Taufen oder Andachten genutzt. Direkt neben dem Rheintor gelegene einschiffige Kapelle mit halbrunder Apsis und Dachreiter. Backstein mit Lisenengliederung. | 1860                                             | 15.05.1984                | 0.11            |
| weitere Bilder                             | Pfarrkirche St. Gabriel                              | Nievenheim Johannesstraße 77 Karte                                                    | Im Wesentlichen backsteinsichtige, dreischiffige Anlage, optisch in verschiedene Kuben mit großen Satteldachflächen zergliedert, mit teilweise basilikal überhöhtem Mittelschiff. Innen raumprägendes Betontragwerk. Ausstattung: Altar aus Muschelkalk und flankierende Lesepulte, Fenster von Georg Schöler, Orgel aus der Werkstatt Romanus Seifert (Kevelaer). | 1952/53                                          | 10.01.2007                | 0.12            |
| Wegekreuz („Salm-Dyck-Kreuz“)              | Wegekreuz („Salm-Dyck-Kreuz“)                        | Hackenbroich Holzweg Karte                                                            | Steinkreuz (Sandstein) mit Inschrift, Wappen, Nische und Steinkorpus. | 1743/1864                                        | 15.05.1984                | 1.01            |
| Wegekreuz                                  | Wegekreuz                                            | Hackenbroich L 280 Karte                                                              | Steinkreuz (Trachyt) mit Inschrift, Nische und Eisenkreuz (ohne Korpus) als Bekrönung | 1732                                             | 15.05.1984                | 1.02            |
| Wegekreuz                                  | Wegekreuz                                            | Dormagen Andreasstraße 7 Karte                                                        | Steinkreuz mit Inschrift und Muschelnische, Steinkorpus. |                                                  | 15.05.1984                | 1.03            |
| Wegekreuz („Boddekrütz“)                   | Wegekreuz („Boddekrütz“)                             | Dormagen In der Au Karte                                                              | Steinkreuz (Trachyt) mit Inschrift, Muschelnische und Metallkreuz (mit Korpus) als Bekrönung. | 1726                                             | 15.05.1984                | 1.04            |
| Wegekreuz                                  | Wegekreuz                                            | Dormagen Knechtstedener Straße Karte                                                  | Steinkreuz (Trachyt) mit Inschrift, Muschelnische und bekrönendes Steinkreuz mit Korpus. | 1733                                             | 15.05.1984                | 1.05            |
| Bildstock                                  | Bildstock                                            | Dormagen Krefelderstraße/Weingartenstraße Karte                                       | Bildstock aus Steinquadern mit Nische, mit schmiedeeisernem Gitter abgeschlossen, Marienfigur modern, pyramidenförmige Bekrönung. |                                                  | 15.05.1984                | 1.06            |
| Wegekreuz                                  | Wegekreuz                                            | Dormagen Nettergasse/Heinrich-van-Achten-Straße Karte                                 | Reste eines Steinkreuzes. Erhalten sind das Mittelteil mit Inschrift und das Oberteil mit Steinkorpus. | 1732                                             | 15.05.1984                | 1.07            |
| Wegekreuz („Güsgen-Kreuz“)                 | Wegekreuz („Güsgen-Kreuz“)                           | Dormagen Weilerstraße 15 Karte                                                        | Steinkreuz mit Inschrift, Muschelnische und Reste eines bekrönenden Eisenkreuzes. | 1737                                             | 15.05.1984                | 1.08            |
| Wegekreuz („Andreaskreuz“)                 | Wegekreuz („Andreaskreuz“)                           | Dormagen Krefelderstraße Karte                                                        | Steinkreuz (Trachyt) mit Inschrift, Nische, figürlichem Schmuck und Steinkorpus (ehemaliges Hofkreuz des Walhover Hofes). | 18. Jahrhundert (um 1730)                        | 15.05.1984                | 1.09            |
| neuromanische Kapelle                      | neuromanische Kapelle                                | Broich Bergheimer Straße Karte                                                        | Zweitürmiges neuromanisches Kapellchen, ein graziles und im Aufbau plastisch wirkendes Bauwerk mit gebändertem Mauerwerk aus Ziegeln im Wechsel mit Sandstein, mit umlaufender Blendnischengalerie und klassizistisch geschnittenen, steinernen Rhombendächern als Abschluss der miteinander verbundenen Türmchen. |                                                  | 15.05.1984                | 1.10            |
| Wegekreuz („Schulkreuz“)                   | Wegekreuz („Schulkreuz“)                             | Hackenbroich Dorfstraße/Dormagener Straße Karte                                       | Steinkreuz (Trachyt) mit Inschrift, Muschelnische, figürlichem Schmuck und Steinkorpus. | 1741                                             | 15.05.1984                | 1.11            |
| Wegekreuz                                  | Wegekreuz                                            | Hackenbroich Dorfstraße 27 Karte                                                      | Steinkreuz (Trachyt) mit Inschriften, Muschelnische, figürlichem Schmuck und bekrönendem Steinkreuz (Metallkorpus). |                                                  | 15.05.1984                | 1.12            |
| Lourdeskapelle                             | Lourdeskapelle                                       | Hackenbroich Dorfstraße Karte                                                         | Achteckiger Ziegelbau mit Vorbau (Rundbogenarkaden, offen), mit Sandsteineinfassung umrahmte Rundfenster unterhalb der Dachzone, zwei Rundbogenfenster in den beiden an den Vorbau grenzenden Seitenwänden, Zeltdach. | Ende 19. Jahrhundert                             | 15.05.1984                | 1.13            |
| Steinkreuz                                 | Steinkreuz                                           | Hackenbroich Dorfstraße/Dr. Geldmacher Straße Karte                                   | Hochkreuz auf dem Friedhof mit Inschrift, Nische und bekrönendes Steinkreuz mit Metallkorpus. | 1852                                             | 15.05.1984                | 1.14            |
| Kapelle Hackhausen                         | Kapelle Hackhausen                                   | Hackenbroich Hackhauser Straße 2 Karte                                                | Schlichter Ziegelsteinbau mit Lisenengliederung, Rundbogenportal und Rundbogennische im Giebelfeld. | ca. 1870                                         | 15.05.1984                | 1.15            |
| Wegekreuz                                  | Wegekreuz                                            | Hackenbroich Pilgenbusch Karte                                                        | Steinkreuz (Trachyt) mit figürlichem Schmuck, Muschelnische und bekrönendem Steinkreuz mit Steinkorpus. | 1752                                             | 15.05.1984                | 1.16            |
| Wegekreuz                                  | Wegekreuz                                            | Nievenheim Am Sülzhof Karte                                                           | Steinkreuz, rechteckiger Sockel mit Relieffigur und Jahreszahl, Muschelnische und bekrönendes Steinkreuz mit Korpus. | 1749                                             | 15.05.1984                | 1.17            |
| Wegekreuz                                  | Wegekreuz                                            | Nievenheim Am Wittgeshof 1 Karte                                                      | Wegekreuz aus der Mitte des 18. Jahrhunderts, Sandstein, auf rechteckigem Sockel mit Inschrift und erzbischöflichem Wappen, Muschelnische und Steinkreuz aus dem 20. Jahrhundert, Korpus fehlt. | Mitte 18. Jahrhundert                            | 15.05.1984                | 1.18            |
| Bildstock                                  | Bildstock                                            | Nievenheim Forsthausstraße 66 Karte                                                   | Stein, vollständig mit Farbe gestrichen, rechteckiger Sockel mit Inschrift, Muschelnische und Figur des Salvator Mundi. | 18. Jahrhundert                                  | 15.05.1984                | 1.19            |
| Wegekreuz                                  | Wegekreuz                                            | Nievenheim Hindenburgstraße / Südstraße Karte                                         | Steinkreuz, vollständig mit Farbe gestrichen, rechteckiger Sockel mit Inschrift, Muschelnische und bekrönendes Steinkreuz mit Steinkorpus. | 18. Jahrhundert                                  | 15.05.1984                | 1.20            |
| Heiligenhäuschen                           | Heiligenhäuschen                                     | Nievenheim Hindenburgstraße 2 Karte                                                   | Kleines Backsteinhäuschen mit früher verputzter Giebelseite und kleinem Holzgiebel, tiefe Rundbogennische mit modernen Skulpturen; kleines Metallkreuz mit Metallkorpus zur Bekrönung. | 1856/1982                                        | 15.05.1984                | 1.21            |
| Wegekreuz                                  | Wegekreuz                                            | Nievenheim In Ückerath Karte                                                          | 18. Jahrhundert, Höhe insgesamt 3,60 m, Kreuz 2,17 m, Steinkreuz (Trachyt), rechteckiger Sockel mit Wappen, bekrönendes Steinkreuz mit den Symbolen des Martyriums. | 18. Jahrhundert                                  | 22.08.1989                | 1.22            |
| Wegekreuz                                  | Wegekreuz                                            | Nievenheim Kohnacker Karte                                                            | Steinkreuz (Trachyt), rechteckiger Sockel mit Inschrift, Muschelnische und bekrönendes Steinkreuz mit Korpus. | 18. Jahrhundert                                  | 15.05.1984                | 1.23            |
| Wegekreuz                                  | Wegekreuz                                            | Nievenheim Kohnacker Karte                                                            | Steinkreuz (Sandstein) mit reichen neugotischen Stilelementen, bekrönendes Steinkreuz mit Korpus. | 19. Jahrhundert                                  | 15.05.1984                | 1.24            |
| Wegekreuz                                  | Wegekreuz                                            | Nievenheim Conrad-Schlaun-Straße/Straberger Weg Karte                                 | Steinkreuz, ganz mit Farbe gestrichen, rechteckiger Sockel mit Inschrift, Muschelnische und bekrönendes Eisenkreuz mit Korpus. | 18. Jahrhundert                                  | 15.05.1984                | 1.25            |
| Wegekreuz                                  | Wegekreuz                                            | Nievenheim Neusser Straße/Salvatorstraße Karte                                        | Steinkreuz (Trachyt), rechteckiger Sockel mit zwei Relieffiguren, Muschelnische und bekrönendes Steinkreuz mit Symbolen des Martyriums. | 18. Jahrhundert                                  | 15.05.1984                | 1.26            |
| Wegekreuz                                  | Wegekreuz                                            | Nievenheim Neusser Straße / Am Mühlenpfad Karte                                       | Steinkreuz (Sandstein), Sockel mit reichen neugotischen Stilelementen und Inschrift, bekrönendes Steinkreuz mit Korpus. | 19. Jahrhundert                                  | 15.05.1984                | 1.27            |
| Grabstein                                  | Grabstein                                            | Nievenheim Neusser Straße Karte                                                       | Neugotischer Grabstein (Sandstein). | 19. Jahrhundert                                  | 15.05.1984                | 1.28            |
| Wegekreuz                                  | Wegekreuz                                            | Nievenheim Salvatorstraße 11 Karte                                                    | Steinkreuz (Aachener Blaustein), Muschelnische, Sockel mit reichen Verzierungen, bekrönendes Steinkreuz mit Korpus. | 18. Jahrhundert                                  | 15.05.1984                | 1.29            |
| Wegekreuz                                  | Wegekreuz                                            | Nievenheim Straberger Weg Karte                                                       | Steinkreuz (Trachyt), rechteckiger Sockel mit Inschrift, Muschelnische und bekrönendes Steinkreuz mit Korpus. | 18. Jahrhundert                                  | 15.05.1984                | 1.30            |
| Wegekreuz                                  | Wegekreuz                                            | Straberg Straberger Weg / Südstraße Karte                                             | Einfaches Steinkreuz, rechteckiger Sockel, Nische und bekrönendes Holzkreuz ohne Korpus. | 19. Jahrhundert                                  | 15.05.1984                | 1.31            |
| Wegekreuz                                  | Wegekreuz                                            | Nievenheim Straberger Weg Karte                                                       | Steinkreuz (Sandstein). Mit neugotischen Stilelementen, Inschrift auf dem Sockel und bekrönendes Steinkreuz mit Metallkorpus. | 19. Jahrhundert                                  | 15.05.1984                | 1.32            |
| Wegekreuz                                  | Wegekreuz                                            | Straberg Horremer Straße/Donatusstraße Karte                                          | Steinkreuz (Trachyt) mit Inschrift, Nische und Symbolen des Martyriums auf dem bekrönenden Kreuz. | 1711                                             | 15.05.1984                | 1.33            |
| Wegekreuz                                  | Wegekreuz                                            | Straberg Norbertstraße 24 Karte                                                       | Steinkreuz mit Inschrift, vorkragender Platte uns Symbolen des Martyriums auf dem bekrönenden Kreuz: | 1745                                             | 15.05.1984                | 1.34            |
| Wege- und Prozessionskreuz                 | Wege- und Prozessionskreuz                           | Straberg Staatsforst Knechtsteden Karte                                               | 18. Jahrhundert, Höhe 4,30 m, Material: Trachyt, Oberteil Kunststein. Steinkreuz mit Inschriften, Nische, bekrönendes Kreuz mit Korpus (20. Jahrhundert). | 18. Jahrhundert                                  | 22.08.1989                | 1.35            |
| Bildstock St. Donatus                      | Bildstock St. Donatus                                | Straberg Horremer Straße/Wirtschaftsweg Karte                                         | Roter Buntsandstein, Darstellung eines knienden römischen Kriegers auf kubischem Sockel mit Inschrift. |                                                  | 15.05.1984                | 1.36            |
| Wegekreuz                                  | Wegekreuz                                            | Zons Gustav-Biesenbach-Platz/Uferstraße Karte                                         | Steinkreuz (vollständig mit Farbe gestrichen), rechteckiger Sockel mit Inschrift, Muschelnische und bekrönendes Steinkreuz mit den Symbolen des Martyriums. | um 1770                                          | 15.05.1984                | 1.37            |
| Wegekreuz („Hagelkreuz“)                   | Wegekreuz („Hagelkreuz“)                             | Zons L 35 / Hagelkreuzstraße Karte                                                    | Steinkreuz auf schlankem, reich profiliertem Pfeiler. Bekrönendes Kreuz mit gotischen Stilelementen, je ein Korpus auf beiden Seiten. An den Enden der Kreuzbalken sind bizarre Eisenhaken angebracht. |                                                  | 15.05.1984                | 1.38            |
| Wegekreuz                                  | Wegekreuz                                            | Zons Ernteweg Karte                                                                   | Steinkreuz (Trachyt) mit Inschrift, Muschelnische und bekrönendes Kreuz mit Symbolen des Martyriums. | 18. Jahrhundert                                  | 15.05.1984                | 1.39            |
| Wegekreuz                                  | Wegekreuz                                            | Zons Deichstraße / Stürzelberger Straße Karte                                         | Steinkreuz (Trachyt) mit Inschrift, Nische und bekrönendem Kreuz mit Korpus. | 1722                                             | 15.05.1984                | 1.40            |
| Wegekreuz                                  | Wegekreuz                                            | Zons Deichstraße / Schloßstraße Karte                                                 | Steinkreuz aus Sandstein mit Inschrift, mit Zierelementen reichlich versehen. Bekrönendes Kreuz mit Korpus aus Metall. | um 1860                                          | 15.05.1984                | 1.41            |
| Hagelkreuz                                 | Hagelkreuz                                           | Gohr Bergheimer Straße/Ramrather Weg Karte                                            | Wege- und Prozessionskreuz aus Sandstein, Höhe 3,14 m. Großer profilierter Sockel, unterhalb der weitausladenden Deckplatte umlaufender Fries aus neugotischen Dreipässen, an den übrigen Seiten ebenfalls Fries aus Dreipässen, darüber einfaches Kreuz. Auf Vorder- und Rückseite Inschriften. | 1817                                             | 04.07.1988                | 1.42            |
| Wege- und Prozessionskreuz                 | Wege- und Prozessionskreuz                           | Nievenheim Wirtschaftsweg westlich der Bahnlinie zwischen Sülzhof und Kohnacker Karte | Steinkreuz (Trachyt) mit Inschriften, (bekrönendes Kreuz), Muschelnische, rechteckiger Sockel mit zwei Relieffiguren. | 18. Jahrhundert                                  | 29.12.1989                | 1.43            |
| Kriegerdenkmal                             | Kriegerdenkmal                                       | Nievenheim Salvatorplatz Karte                                                        | Kriegerdenkmal ca. 1925 erbaut, Form: Oktogon aus Granit mit Reliefs aus Muschelkalk | ca. 1825                                         | 03.04.1991                | 1.44            |
| Hochkreuz                                  | Hochkreuz                                            | Hackenbroich Friedhof Delhoven Karte                                                  | Sandsteinhochkreuz auf hohem, mehrfach profiliertem Postament mit Inschrift in schlichen neogotischen Formen mit maßwerkverzierter Basis. | 1880                                             | 26.09.1996                | 1.45            |
| Myriameterstein                            | Myriameterstein                                      | Zons Rheinufer Karte                                                                  | Mit Rheinkilometersteinen, den sogenannten Myriametersteinen, wurde der Rhein alle 10 Kilometer vermessen. Der Myriameterstein bezeichnet den Stromkilometer 717,48 des Rheins und wurde 1906 aufgestellt. Er steht auf einen Sockel, ist 50 cm × 50 cm breit, 60 cm hoch und auf drei Seiten mit Entfernungsangaben in km versehen. | 1906                                             | 16.09.1997                | 1.46            |
| Grenzsteine                                | Grenzsteine                                          | Hackenbroich Hackenbroich/Hackhausen Karte                                            | Die Grenzsteine stehen südlich der Ortslage Hackhausen bzw. an der Kreuzung der K 18 mit dem Randkanal. Die Steine sind ungefähr 1 m bzw. 1,16 m hoch, über dreieckigem Grundriss geformt, mit einer dachartigen Abschrägung und der Inschrift Hackenbroich/Köln versehen. |                                                  | 16.09.1997                | 1.47            |
| Wegekreuz                                  | Wegekreuz                                            | Dormagen Helbüchelstraße 26 Karte                                                     | Steinkreuz (Trachyt), Relief-Korpus, Sockel mit Inschrift und Muschelnische. | 1748                                             | 18.09.2002                | 1.48            |
| Marienkapelle                              | Marienkapelle                                        | Hackenbroich Im Mühlenend Karte                                                       | 1912 als Station für die Fronleichnamsprozession errichtet und 1952 und 1984 verändert bzw. neu gestaltet. Oktogonale Backsteinkapelle mit Zeltdach. Ein umlaufendes Backsteinfries ziert die Traufe, Straßenseitig wurden drei Seiten des Oktogons aufgebrochen. Zwei runde Metallpfosten stützen die Arkaden. Der Treppenaufgang mit Wangen wurde neu gestaltet und gekachelt. Im Innern sind Ausstattung und sämtliche Oberflächen neu. Die Marienkapelle hat Bedeutung für die Ortsgeschichte und Volksfrömmigkeit und daher besteht an ihrer Erhaltung ein öffentliches Interesse. | 1912                                             | 18.09.2002                | 1.49            |
|                                            | Hochkreuz mit Priestergrablege                       | Nievenheim Neusser Straße 28a, Friedhof                                               | |                                                  |                           | 1.50            |
|                                            | Grabstätte Josef Schmitz                             | Nievenheim Neusser Straße 28a, Friedhof                                               | |                                                  |                           | 1.51            |
|                                            | Grabstätte Familie Schmitz                           | Nievenheim Neusser Straße 28a, Friedhof                                               | |                                                  |                           | 1.52            |
|                                            | Grabstätte Schönen                                   | Nievenheim Neusser Straße 28a, Friedhof                                               | |                                                  |                           | 1.53            |
|                                            | Kriegsgräberstätte                                   | Nievenheim Neusser Straße 28a, Friedhof                                               | |                                                  |                           | 1.54            |
|                                            | Hochkreuz                                            | Gohr Bergheimer Straße 36, Friedhof                                                   | |                                                  |                           | 1.55            |
|                                            | Priestergrablege Kallen                              | Gohr Bergheimer Straße 36, Friedhof                                                   | |                                                  |                           | 1.56            |
|                                            | Grabstätte Hilden                                    | Gohr Bergheimer Straße 36, Friedhof                                                   | |                                                  |                           | 1.57            |
|                                            | Grabstätte Peters                                    | Gohr Bergheimer Straße 36, Friedhof                                                   | |                                                  |                           | 1.58            |
|                                            | Grabstätte Schmitz                                   | Gohr Bergheimer Straße 36, Friedhof                                                   | |                                                  |                           | 1.59            |
|                                            | Kriegsgräberstätte für Opfer des Zweiten Weltkrieges | Gohr Bergheimer Straße 36, Friedhof                                                   | |                                                  |                           | 1.60            |
|                                            | Ehrenmal in Dormagen-Rheinfeld                       | Rheinfeld Piwipper Straße                                                             | |                                                  |                           | 1.61            |
| weitere Bilder                             | Jüdischer Friedhof                                   | Dormagen Krefelder Straße Karte                                                       | Geschlossene Anlage, umlaufende Mauer, kleines Eingangsportal. |                                                  | 15.05.1984                | 2.01            |
| Hochkreuz und Grabdenkmäler                | Hochkreuz und Grabdenkmäler                          | Dormagen Nettergasse Karte                                                            | Die denkmalwerten Objekte auf dem alten Friedhof werden zu einer Gruppe zusammengefasst. Es handelt sich im einzeln um a) Das Hochkreuz aus der Mitte des 19. Jahrhunderts, Sandstein, auf einem künstlichen Hügel erhebt sich über vier Treppenstufen ein reich gegliederter Block mit Inschriften, darauf steht ein zierliches Steinkreuz mit Steinkorpus, b) Grabstein der Familie Magnino aus der ersten Hälfte des 19. Jahrhunderts, Trachyt, reich gegliederter Steinblock mit quadratischem Grundriss, von einem urnenförmigen Stein gekrönt, auf den Seiten Inschriften und symbolische Zeichen, c) Drei Grabsteine von Familiengräbern aus dem 19. Jahrhundert. | 19. Jahrhundert                                  | 15.05.1984                | 2.02            |
| barockes Torhaus mit Allee                 | barockes Torhaus mit Allee                           | Straberg Knechtsteden Karte                                                           | Zweistöckiges Torhaus, Backstein mit Fachwerk in der Durchfahrt, Walmdach (durchbrochen), Pilasterordnung mit Sprenggiebel und Figurennische. Die schnurgerade auf das Torhaus zuführende Allee wird vom Sportplatz Delhoven an als Bestandteil der Gesamtanlage angesehen. | 18. Jh.                                          | 15.05.1984                | 2.03            |
| altes Lehrerhaus mit Denkmal und Dorfplatz | altes Lehrerhaus mit Denkmal und Dorfplatz           | Straberg Lindenkirchplatz 44 Karte                                                    | Ehemaliges Lehrerhaus (um 1880), zweigeschossiger Backsteinbau in fünf Achsen mit Satteldach, stark gegliederten Gesimsen und Giebeln. Zwanziger Jahre des 20. Jahrhunderts. Kriegerdenkmal aus Muschelkalk vor dem o.a. Gebäude in der Mittelachse dieses Hauses, Unterbau aus 3 umlaufenden Stufen. Tempelartiger Aufbau mit Eckpfeilern und Inschriftenplatte aus poliertem Granit, oberer Abschluss Figurengruppe: Stehender Engel einen gefallenen Krieger segnend. Lindenkirchplatz mit Doppelreihe alter Linden. Ehemaliger Dorfanger. Besterhaltenes Beispiel dieser Art im Stadtgebiet. | 19./20. Jahrhundert                              | 15.05.1984                | 2.04            |
| Jüdischer Friedhof                         | Jüdischer Friedhof                                   | Zons Zonser Heide Karte                                                               | Mitte des 19. Jahrhunderts ist die polygonale Anlage mit umlaufender Mauer und großem Eingangsportal geschaffen worden. Die Grabsteine aus Sandstein und Marmor stammen aus dem 19. und 20. Jahrhundert. | Mitte 19. Jahrhundert                            | 15.05.1984                | 2.05            |
| weitere Bilder                             | Stadtbefestigung Zons                                | Zons                                                                                  | Die von Erzbischof Friedrich von Saarwerden zwischen 1373 und 1408 planmäßig angelegte Stadtbefestigung der ehemaligen kurkölnischen Zollfeste Zons ist mit der umlaufenden Stadtmauer, den Ecktürmen und Wachthäuschen sowie den Gräben, Wällen und dem Vorgelände nahezu vollständig erhalten. Die Stadtmauer mit den Wachtürmchen wurde als regelmäßige Rechteckanlage aus Säulenbasalt, Trachyt, Tuff und Backstein errichtet. Zu den vier Ecktürmen gehört der 1388 vollendete sechsgeschossige, knapp 26 m hohe Rheinturm mit den Resten der Toranlage des früheren Rheintores, der auch als Zollturm zur Erhebung des Rheinzolls genutzt wurde. Der runde Krötschenturm und der Mühlenturm bilden die westlichen Ecktürme der Stadtbefestigung, das dazwischen gelegene frühere Feldtor als zweites Haupttor der Stadtbefestigung wurde zwischen 1833 und 1842 abgerissen. Im Mühlenturm kann die noch vollständig erhaltene Mühlentechnik mit dem Mahlwerk der ehemaligen Mühle besichtigt werden. Vor der Südmauer befindet sich die zum Schutz vorgelagerte Zwingermauer mit dem südöstlichen Eckrundturm, dem „Eisbrecher“. | 1373 und 1408                                    | 15.05.1984                | 2.06            |
| weitere Bilder                             | Burg Friedestrom                                     | Zons Schloßstraße Karte                                                               | Die von Erzbischof Friedrich von Saarwerden ab 1373 mit dem Bau der Gesamtanlage der Stadt errichtete Landesburg diente über vier Jahrhunderte der Sicherung der Zolleinnahmen. Für die fast quadratische Anlage mit der einbezogenen Stadtmauer im Süden und Osten und dem vorgelagerten Graben im Norden und Westen wurden Säulenbasalt, Trachyt, Tuff und Backstein verwendet. Markantestes und zugleich ältestes Bauwerk der Hochburg ist der mächtige Torturm, der im Mittelalter einziger Zugang zum Innenhof war. Die Doppeltoranlage des Südtores führte als einziges Tor direkt in die Vorburg, die durch hohe Mauern an den zur Stadt gewandten Seiten begrenzt wurde. Der mit Schießscharten und Pechnasen ausgerüstete Juddeturm, in dessen Untergeschoss sich das fensterlose Burgverlies befindet, ist der nordwestliche Befestigungsturm der Vorburg. Im 20. Jahrhundert wurden verschiedene Instandsetzungsmaßnahmen der Gebäude im Hochburgbereich durchgeführt. Heute befindet sich hier das Kulturzentrum des Rhein-Kreises Neuss mit dem Kreismuseum im ehemaligen Herrenhaus, dem Internationalen Mundartarchiv und dem Archiv im Rhein-Kreis Neuss, das sowohl Kreisarchiv als auch Stadtarchiv für die Stadt Dormagen ist. | 1373                                             | 15.05.1984                | 2.07            |
| Grabstätte                                 | Grabstätte                                           | Zons Alter Friedhof Zons Karte                                                        | Die Grabstätte Kolvenbach wurde Anfang des 20. Jahrhunderts als dreiteiliges Denkmal aus schwarzem Granit mit vier Schriftsteinen und mittlerem Kreuz mit Korpus eingerichtet. Die Grabanlage ist von einer massiven Graniteinfassung begrenzt. | Anfang 20. Jahrhundert                           | 12.12.2005                | 2.08            |
| Rheinfelder Hof                            | Rheinfelder Hof                                      | Dormagen Andreasstraße 7 Karte                                                        | vierflügelige Hofanlage, Wohnhaus zweigeschossig in 2 : 7 Achsen. Der Rheinfelder Hof ist einer der ältesten nachgewiesenen Siedlungsplätze in Dormagen. Wohnhausgiebel und Torbogen sind von starker, das Ortsbild prägender Bedeutung. Sie dokumentieren die Arbeits- und Produktionsverhältnisse in diesem Bereich. Ihre Erhaltung liegt im öffentlichen Interesse. |                                                  | 06.03.1986                | 3.01            |
| Bauernhaus und Torbogen                    | Bauernhaus und Torbogen                              | Gohr Kirchplatz 4 Karte                                                               | Torbogen und Wohnhaus von 1850, das Wohnhaus in 2 : 7 Achsen mit versetzter Eingangsachse. Der Torbogen und das Wohnhaus ist von besonderer historischer Bedeutung und prägt neben der Kirche in hervorragender Weise die Nordseite des Kirchplatzes. An der Erhaltung und Nutzung des Wohnhauses ohne Anbau sowie des Torbogens mit Teil der von der Hofseite aus betrachtet rechten Stützmauer (Länge 2 m, Tiefe 0,35 m) besteht ein öffentliches Interesse. | 1850                                             | 06.03.1986                | 3.02            |
| Groß-Sassenhof                             | Groß-Sassenhof                                       | Hackenbroich An der Steinkaule 1 Karte                                                | Zweigeschossiges Wohnhaus in 4 : 2 Achsen aus dem Jahre 1783, Backstein verputzt, Krüppelwalmdach, datiert durch Ankersplinte. Das Wohnhaus ist bedeutend für die geschichtliche Entwicklung des ehemaligen Dorfes Hackenbroich. Es bezeugt die Besiedlung und die landwirtschaftlichen Produktionsverhältnisse aus jener Zeit. Der Groß-Sassenhof ist ein ehemaliger Pachthof des Kölner Klosters Maria Garten. Auf der Tranchot-Karte von 1807/08 sind vier Gebäude, die einen Innenhof bilden, eingetragen. Aus klösterlicher Zeit erhalten ist das durch Ankersplinte datierte zweigeschossige Backsteinwohngebäude. Es ist die östliche Begrenzung einer geschlossenen vierflügeligen Backsteinhofanlage der Zeit um 1900. Dieser Typus der geschlossenen Anlage ist aus klösterlicher Zeit tradiert. Dem Wohnhaus gegenüber liegt die große Scheune, rechts die Ställe mit preußischen Kappen und z. T. gusseisernen Stützen. Das südliche Gebäude ist am stärksten beeinträchtigt. 1928 wurde die Toreinfahrt gemauert und der Stallbereich erweitert. In diesen jüngeren Stallteil findet sich ein wiederverwendeter Keilstein mit Bischofsstab, den Initialen M und G und den Datierungen 1783 und 1928. Die Hofanlage ist als Ganzes ein Denkmal gem. § 2 DSchG NRW. Sie ist bedeutend für die Geschichte des Menschen insbesondere für die Siedlungsgeschichte eines klösterlichen Pachthofes und seiner Entwicklung nach der Säkularisation der Zeit um 1900. An der Erhaltung und Nutzung der Anlage besteht ein öffentliches Interesse aus wissenschaftlichen, architektur- und ortsgeschichtlichen Gründen.                                                             | 1783                                             | 30.05.1985                | 3.03            |
| barocker Torbogen                          | barocker Torbogen                                    | Nievenheim Am Sülzhof Karte                                                           | Eingangstor zu dem landwirtschaftlichen Hof „Sülzhof“ aus dem Jahre 1750, datiert durch Inschriftplatten. Das Eingangstor ist bedeutend für die geschichtliche Entwicklung des ehemaligen Dorfes Nievenheim. Es bezeugt die Besiedlung und die landwirtschaftlichen Produktionsverhältnisse aus jener Zeit. | 1750                                             | 30.05.1985                | 3.04            |
| Wohnhaus mit Anbau des Wittgeshofes        | Wohnhaus mit Anbau des Wittgeshofes                  | Nievenheim Am Wittgeshof 1 Karte                                                      | Wohnhaus einer vierflügeligen Backsteinhofanlage, zweigeschossig in sieben Achsen mit erzbischöflichen Wappen über der Eingangstür, die Fenster im Erdgeschoss Ende des 19. Jahrhunderts verändert; datiert durch Ankersplinte auf der Fassade: 1773. Das aus der Barockzeit stammende Wohnhaus der Hofanlage ist ein bedeutendes Dokument für die Entwicklung der Arbeits- und Produktionsverhältnisse im Raum Nievenheim. Das Gebäude ist historisch wertvoll. An seiner Erhaltung und Nutzung besteht ein öffentliches Interesse. Die Unterschutzstellung bezieht sich auf das gesamte Wohnhaus und den rechten Anbau. | 1773                                             | 06.03.1986                | 3.05            |
| Torbogen des Heckhofes                     | Torbogen des Heckhofes                               | Zons Oberstraße 25 Karte                                                              | Torbogen mit Wappenstein aus dem 17. Jahrhundert. Der Torbogen ist Teil einer mehrflügeligen Hofanlage mit Bausubstanz vom 17.–20. Jahrhundert. Er ist von wissenschaftlicher und volkskundlicher Bedeutung. An der Erhaltung des Torbogens besteht ein Öffentliches Interesse. Die Unterschutzstellung bezieht sich nur auf den Torbogen des Hofes und zwar bei dem rechten Torpfeiler auf eine Breite von 0,70 m und bei dem linken Pfeiler auf eine Breite von 2,40 m. | 17. Jahrhundert                                  | 06.03.1986                | 3.07            |
| Scheune                                    | Scheune                                              | Zons Hubertusstraße 1 Karte                                                           | Die Scheune aus dem 18. Jahrhundert befindet sich am rückwärtigen Ende des Grundstücks zur Wendelstraße. Die Scheune wurde vor Jahren aufwändig restauriert und wird heute als Pfarrscheune für viele Veranstaltungen genutzt. | 18. Jahrhundert                                  | 12.12.1984                | 3.08            |
| Scheune                                    | Scheune                                              | Zons Mühlenstraße 7 Karte                                                             | Landwirtschaftliche Scheune aus Backstein, im 19. Jahrhundert erbaut. Die Scheune dokumentiert einen wesentlichen Aspekt der Zonser Geschichte, da sich hieran erkennen lässt, wie nach dem Verlust der militärischen und wirtschaftlichen Bedeutung der Stadt im 19. Jahrhundert den Charakter einer Ackerbürgerstadt annahm. | 19. Jahrhundert                                  | 30.05.1985                | 3.09            |
| Rheinfelder Margarethenhof                 | Rheinfelder Margarethenhof                           | Dormagen Piwipper Straße 19 Karte                                                     | Backstein-Hofanlage, Wohnhaus (Herrenhaus) mit Anbau zweigeschossiger Winkelbau in vier Achsen mit Lisenengliederung, Krüppelwalmdach, Wirtschaftsgebäude (Westflügel), Scheune (Südflügel) und Torbogen. |                                                  | 25.03.1992                | 3.10            |
| Hofanlage                                  | Hofanlage                                            | Zons Hubertusstraße 13–15 Karte                                                       | Das zweigeschossige Wohnhaus der dreiflügeligen Hofanlage aus dem 18. Jahrhundert ist giebelständig. Ein Schweifgiebel prägt dessen Ostfassade, die im 20. Jahrhundert stark verändert wurde. Haus Nr. 15 ist ein verputzter Toranbau mit Satteldach und nachträglich eingebauter Schleppgaube verbunden mit einer großen modernisierten Tordurchfahrt. An den rückwärtigen Giebel schließt sich der ehemalige Stalltrakt aus Backstein mit niedrigerem Satteldach an. Der dritte Flügel der Hofanlage ist eine Backsteinscheune, in deren Westwand ein Teil der Stadtmauer integriert ist. Die Traufen der Scheune bilden den oberen Abschluss der Stadtmauer. Originaltext: Die Hofanlage Hubertusstraße 13–15 aus dem 18./20. Jh. ist eine Dreiflügelanlage mit giebelständigem, zweigeschossigem Wohnhaus, dessen Ostfassade geprägt ist durch seinen Schweifgiebel; die Fassade wurde im 20. Jh. stark verändert; Nr. 15 verputzter Toranbau mit Satteldach und nachträglich eingebauter Schleppgaube, rechts von Nr. 13 verbunden mit einer großen modernisierten Tordurchfahrt; an den rückwärtigen Giebel des Wohnhauses schließt sich der ehemalige Stalltrakt aus Backstein mit niedrigerem Satteldach an; der dritte Flügel der Hofanlage wird von der Backsteinscheune gebildet, deren Westwand mit der Stadtmauer identisch ist und deren Traufe den oberen Abschluss der Stadtmauer bildet. Der Denkmalwert der Hofanlage wird beschränkt auf das äußere Erscheinungsbild des Wohnhauses, des Stalles, der Scheune, sowie des Toranbaues (Straßenansicht). Der rückwärtige flach gedeckte eingeschossige Anbau ist nicht Bestandteil der Eintragung in die Denkmalliste. | 18. Jahrhundert                                  | 14.11.2000                | 3.11            |
| Rathaus mit Kopfbauten                     | Rathaus mit Kopfbauten                               | Dormagen Kölner Straße 80–88 Karte                                                    | Rathaus, 1909–1910, 2½-geschossiger Ziegelsteinbau, Kopfbauten, Ende 19. Jahrhundert, Ziegelstein verputzt, Gebäude Kölner Straße 88, zweigeschossig, Tür und Fenster mit Profilen. Vorplatz mit Bäumen bepflanzt. Bei der Gebäudegruppe handelt es sich um ein Ensemble mit ortsgeschichtlicher und städtebaulicher Bedeutung. | 1909/10                                          | 06.09.1984                | 4.01            |
| Jugendheim                                 | Jugendheim                                           | Hackenbroich Hauptstraße 48 Karte                                                     | eingeschossiger, klassizistischer Winkelbau in 7 : 1 Achse, die drei mittleren Achsen durch einen Dreieckgiebel betont, verputzt mit Eckquaderungen und Walmdach; verschieferte Dachreiter; datiert im Chronogramm über der Tür. Zustand: gut | 1825                                             | 12.12.1984                | 4.02            |
| Wohnhaus                                   | Wohnhaus                                             | Dormagen Kölner Straße 20 Karte                                                       | Gebäude aus dem 18. Jahrhundert, zweigeschossig, traufenständig in neun Achsen zur Straße, in der Giebelwand unregelmäßige Achsen, Backstein verputzt mit Eckquaderung und Betonung der Fenstergewände. Das Haus dokumentiert die bauliche Entwicklung des ehemaligen Straßendorfes Dormagen. Es ist für das historische und baukünstlerische Bild wesentlich prägend. Der Erhalt ist deshalb dringend geboten. | 18. Jh.                                          | 30.05.1985                | 4.03            |
| Wohnhaus mit Anbau                         | Wohnhaus mit Anbau                                   | Dormagen Kölner Straße 18 Karte                                                       | Haupthaus zweigeschossig in 5 : 2 Achsen, die freien mittleren Achsen durch Dreieckgiebel betont. Balkon im Obergeschoss der Mittelachse, verputzt mit Walmdach. Die nördlichen Anbauten sind vom Hauptgebäude etwas zurückgesetzt und tragen ein Mansarddach. Das Gebäude dokumentiert die bauliche Entwicklung des ehemaligen Straßendorfes Dormagen. Es ist, zusammen mit dem Gebäude Kölner Straße 20, für das historische und baukünstlerische Bild wesentlich prägend. Am Erhalt des Gebäudes besteht ein öffentliches Interesse. | 19. Jahrhundert                                  | 06.03.1986                | 4.04            |
| Wohn- und Geschäftshaus                    | Wohn- und Geschäftshaus                              | Dormagen Kölner Straße 30 Karte                                                       | 2-geschossig in 3 : 4 Achsen, giebelständig, Fachwerk verputzt. Nutzung: Apotheke. Zustand: gut | 18. Jahrhundert                                  | 12.12.1984                | 4.05            |
| Pfarrhaus St. Michael                      | Pfarrhaus St. Michael                                | Dormagen Kölner Straße 38 Karte                                                       | Backsteinbau, zweigeschossig in sieben Achsen, Rückseite verputzt. | 1862                                             | 12.12.1984                | 4.08            |
| Wohnhaus                                   | Wohnhaus                                             | Dormagen Krefelder Straße 20 Karte                                                    | zweigeschossiger Putzbau in fünf Achsen, mit durch einen Dreiecksgiebel betonter Mittelachse, Krüppelwalmdach. Es handelt sich um ein klassizistisches qualitativ hochstehendes Gebäude aus dem frühen 19. Jahrhundert. Das Haus dokumentiert die bauliche Entwicklung des ehemaligen Straßendorfes Dormagen. Es ist für das historische und baukünstlerische Bild wesentlich prägend. Durch die Nachbarschaft zu dem aus dem 18. Jahrhundert stammende Haus Krefelder Straße 22 erhält es noch zusätzlichen städtebaulichen Wert. Erhaltung und Nutzung liegen im öffentlichen Interesse. | Anfang 19. Jahrhundert                           | 06.03.1986                | 4.09            |
| Gaststätte „Römerkrug“                     | Gaststätte „Römerkrug“                               | Dormagen Krefelder Straße 22 Karte                                                    | Zweigeschossiger Winkelbau aus dem Jahre 1740, Backstein geschlämmt in fünf Achsen, Sandsteinfenstergewände, die beiden rechten Achsen leicht vorgezogen und übergiebelt; Ankersplinte mit Jahreszahl, an der Rückseite Nische mit Christustorso. Das Haus dokumentiert die bauliche Entwicklung des ehemaligen Straßendorfes Dormagen. Es ist für das historische und baukünstlerische Bild wesentlich prägend. Der Erhalt ist deshalb dringend geboten. | 1740                                             | 30.05.1985                | 4.10            |
| Wohnhaus (ehemaliges Pfarrhaus)            | Wohnhaus (ehemaliges Pfarrhaus)                      | Gohr Kirchplatz 6 Karte                                                               | Ehemaliges Pfarrhaus aus dem Jahre 1883, zweigeschossig in fünf Achsen, die Außenachsen jeweils als Doppelachsen ausgebildet, die Mittelachse durch Lisenen betont, Backstein. Das Gebäude ist für das historische und baukünstlerische Ortsbild von Gohr wesentlich prägend. An der Erhaltung besteht ein öffentliches Interesse. Es ist wissenschaftlich wertvoll, da an ihn die Entwicklungsgeschichte des Ortes Gohr ablesbar ist. | 1883                                             | 30.05.1985                | 4.11            |
| ehemaliges Schulgebäude                    | ehemaliges Schulgebäude                              | Nievenheim Gabrielstraße 6 Karte                                                      | zweigeschossiger Wickelbau in Backstein, Kranzgesims, Walmdach. Nutzung: Verwaltungsgebäude (Stadtarchiv) | 1920er Jahre                                     | 12.12.1984                | 4.13            |
| ehemaliges Schulgebäude                    | ehemaliges Schulgebäude                              | Nievenheim Neusser Straße 11–13 Karte                                                 | zweigeschossiger Winkelbau, der linke sechsachsige Trakt aus der Mitte des 19. Jahrhunderts, der rechte zweigeschossige Trakt in 1 : 3 Achsen mit Krüppelwalmdach, Backsteinbau. Nutzung als Verwaltungsgebäude. | Mitte 19. Jahrhundert, 1910                      | 12.12.1984                | 4.14            |
| Wohn- und Geschäftshaus                    | Wohn- und Geschäftshaus                              | Nievenheim Salvatorstraße 8 Karte                                                     | Ehemaliger zweigeschossiger Fachwerkhof, die Putzfassade vom Ende des 19. Jahrhunderts. Es handelt sich um eines der wenigen noch vorhandenen Gebäude aus dem Anfang des 19. Jahrhunderts. Das Haus dokumentiert die Siedlungsgeschichte des Ortes Nievenheim und ist deshalb von wissenschaftlicher und volkskundlicher Bedeutung. An der Erhaltung besteht ein öffentliches Interesse. | um 1800                                          | 06.03.1986                | 4.15            |
| Wohnhaus (ehemaliges Pastorat)             | Wohnhaus (ehemaliges Pastorat)                       | Nievenheim Salvatorstraße 11 Karte                                                    | Zwei- und dreigeschossiger, winkeliger Backsteinbau mit Backsteinlisenen und Backsteinfriesen, Ende 19. Jahrhundert, die Fenster teilweise verändert. Das Gebäude ist für das historische und baukünstlerische Ortsbild von Nievenheim wesentlich prägend. An der Erhaltung besteht ein öffentliches Interesse. Es ist wissenschaftlich wertvoll, da an ihm die Entwicklungsgeschichte des Ortes Nievenheim ablesbar ist. | Ende 19. Jahrhundert                             | 30.05.1985                | 4.16            |
| ehemaliger Bauernhof                       | ehemaliger Bauernhof                                 | Nievenheim Salvatorstraße 16 Karte                                                    | Zweigeschossiger, geschlämmter Backsteinbau in acht Achsen mit seitlich versetzter Eingangsachse, Walmdach. Nutzung: Altentagesstätte. | Mitte 19. Jahrhundert                            | 12.12.1984                | 4.17            |
| Gasthaus „Zum alten Ulan“                  | Gasthaus „Zum alten Ulan“                            | Straberg Mühlenbuschweg 2 Karte                                                       | Ehemaliger zweiflügeliger Backsteinhof, das Wohnhaus zweigeschossig in vier Achsen. Datiert durch Ankersplinte: 1786; Putzfassade vom Ende des 19. Jahrhunderts. Das 200 Jahre alte Gebäude ist von besonderer Bedeutung für die Besiedlung und die Entwicklung der Arbeits- und Produktionsverhältnisse in Straberg. Insbesondere durch seine unmittelbare Nachbarschaft zur Kirche ist es für die Ortsgeschichte von hohem Wert. An der Erhaltung und Nutzung besteht ein öffentliches Interesse. Die Unterschutzstellung beschränkt sich auf das Haupthaus und den angrenzenden ersten Anbau; nicht unter Schutz gestellt ist das Garagenhaus. | 1786                                             | 06.03.1986                | 4.19            |
| Wohnhaus                                   | Wohnhaus                                             | Zons Grünwaldstraße 22 Karte                                                          | Zweigeschossiges Eckhaus aus dem 18. und 19. Jahrhundert, zur Turmstraße in vier und einer Achse. Auf der Seite Grünwaldstraße mit Tordurchfahrt. Rau verputzt mit weit vorstehendem Walmdach. | 18. und 19. Jahrhundert                          | 12.12.1984                | 4.21            |
| Pavillon                                   | Pavillon                                             | Zons Herrenweg 7 Karte                                                                | Errichtet Ende des 18. Jahrhunderts. Barocker Pavillon aus Backstein, der für das historische und baukünstlerische Ortsbild von Zons wesentlich prägend ist. Verputzt mit Sandsteingewänden und Mansarddach. Eingeschossig mit hohem Kellergeschoss. Dreiseitige Eingangsfront mit hoher Sandsteintreppe. | Ende 18. Jahrhundert                             | 30.05.1985                | 4.22            |
| Gasthaus „Zur Rheinfähre“                  | Gasthaus „Zur Rheinfähre“                            | Zons Herrenweg 39 Karte                                                               | 1838 errichtetes zweigeschossiges Wohn- und Gasthaus in vier Achsen. Datierung durch Ankersplinte. Backstein verputzt. Die Scheune stammt aus dem 19. Jahrhundert. Um- und Anbauten erfolgten in den Jahren 1926, 1950 und 1970. Das Gebäude dokumentiert die Arbeits- und Produktionsverhältnisse in der Feste Zons. Durch seinen unmittelbaren Bezug zur Rheinfähre ist es von Bedeutung für die Entwicklung und Siedlungsgeschichte der Region. | 1838                                             | 06.03.1986                | 4.23            |
| Wohnhaus                                   | Wohnhaus                                             | Zons Hohes Örtchen 1 Karte                                                            | Dieses zweigeschossige Eckhaus mit Walmdach aus dem 18. Jahrhundert ist in Fachwerk errichtet. Es steht zur Ecke Grünwaldstraße in 2 und 3 Achsen. Der Rauputz wurde später angebracht. | 18. Jahrhundert                                  | 12.12.1984                | 4.24            |
| Wohnhaus                                   | Wohnhaus                                             | Zons Hohes Örtchen 3 Karte                                                            | Zweigeschossiger Backsteinbau in zwei Achsen aus dem 18. Jahrhundert. | 18. Jahrhundert                                  |                           | 4.25            |
| Wohnhaus                                   | Wohnhaus                                             | Zons Hohes Örtchen 10 Karte                                                           | Zweigeschossiges Wohnhaus in zwei Achsen aus dem 19. Jahrhundert. Giebelständig, Fachwerk, mit Backstein verkleidet und mit Ankersplinten versehen. | 19. Jahrhundert                                  | 12.12.1984                | 4.26            |
| Wohnhaus                                   | Wohnhaus                                             | Zons Hospitalplatz 1 Karte                                                            | Ende des 18. Jahrhunderts zweigeschossig in zwei und drei Achsen errichtet. Backstein verputzt mit Hausteingewänden. Rückwärtig ist eine Fachwerkscheune angegliedert. Das Gebäude wurde bis in das 19. Jahrhundert als Mädchenschule genutzt. Die vor dem Haus stehende Pumpe wurde vor einigen Jahren als Erinnerung an eine ehemals auf dem Hospitalplatz stehende Pumpe errichtet. | Ende 18. Jahrhundert                             | 12.12.1984                | 4.27            |
| Wohnhaus                                   | Wohnhaus                                             | Zons Hospitalplatz 3 Karte                                                            | Zweigeschossiges Wohnhaus in drei Achsen Ende des 18. Jahrhunderts errichtet. Backstein und Fachwerk, die Frontseite verputzt. | Ende 18. Jahrhundert                             | 12.12.1984                | 4.28            |
| Wohnhaus                                   | Wohnhaus                                             | Zons Hospitalplatz 4 Karte                                                            | Ehemaliger Fachwerkhof aus dem 18. Jahrhundert. Das Wohnhaus ist zweigeschossig in drei Achsen errichtet und wurde Ende des 19. Jahrhunderts mit Backstein verblendet. Die Fachwerkscheune blieb erhalten. | 18. Jahrhundert                                  | 12.12.1984                | 4.29            |
| Wohnhaus                                   | Wohnhaus                                             | Zons Hubertusstraße 2 Karte                                                           | Die ehemalige Vikarie wurde 1863 auf dem Standort der alten Vikarie errichtet. Das Backsteingebäude, zweigeschossig in vier Achsen, wird heute als Wohnhaus genutzt. | 1863                                             | 12.12.1984                | 4.30            |
| Pfarrhaus St. Martinus                     | Pfarrhaus St. Martinus                               | Zons Hubertusstraße 1 Karte                                                           | 1752 errichtetes zweigeschossiges Pfarrhaus in sieben Achsen. Fassade verputzt, Türen und Fenster verblendet mit Sandsteingewänden. Die alte Holztür mit Oberlicht ist erhalten. Die am Rückwärtigen Grundstück zur Wendelstraße gelegene Scheune aus dem 18. Jahrhundert wurde vollständig renoviert und wird vielfältig genutzt. Über dem Türsturz sind die Initiale des Erbauers, des ehemaligen Zonser Pfarrers, Ferdinand Bodifé (FB), zu erkennen. | 1752                                             | 12.12.1984                | 4.31            |
| Wohnhaus                                   | Wohnhaus                                             | Zons Mauerstraße 8 Karte                                                              | Eingeschossiges Wohnhaus aus dem 18./19. Jahrhundert in drei Achsen mit Mansarddach. Später wurde Putz auf der Fassade aufgebracht. | 18./19. Jahrhundert                              | 12.12.1984                | 4.32            |
| Wohnhaus                                   | Wohnhaus                                             | Zons Mauerstraße 10 Karte                                                             | Eingeschossiges Wohnhaus aus dem 18./19. Jahrhundert in drei Achsen mit Mansarddach. Später wurde Putz auf der Fassade aufgebracht. | 18./19. Jahrhundert                              | 12.12.1984                | 4.33            |
| Wohnhaus                                   | Wohnhaus                                             | Zons Mauerstraße 12 Karte                                                             | Eingeschossiges Wohnhaus aus dem 18./19. Jahrhundert in drei Achsen mit Mansarddach. Später wurde Putz auf die Fassade aufgebracht. | 18./19. Jahrhundert                              | 12.12.1984                | 4.34            |
| Wohnhaus                                   | Wohnhaus                                             | Zons Mauerstraße 48 Karte                                                             | Zweigeschossiger Fachwerkbau aus dem 18. Jahrhundert, dessen Giebelseite und Rückwand direkt an die Stadtmauer anschließen. | 18. Jahrhundert                                  | 12.12.1984                | 4.35            |
| Wohnhaus                                   | Wohnhaus                                             | Zons Mühlenstraße 5 Karte                                                             | Anfang des 19. Jahrhunderts wurde dieses zweigeschossige Wohnhaus in drei Achsen aus Backstein errichtet. Die Eingangstür liegt mittig im Erdgeschoss. Hausteinsohlbänke sind sichtbar. | Anfang 19. Jahrhundert                           | 12.12. 1984               | 4.36            |
| Wohnhaus                                   | Wohnhaus                                             | Zons Mühlenstraße 12 Karte                                                            | Anfang des 19. Jahrhunderts in zwei Achsen errichteter Backsteinbau. Die Eingangstür ist in der linken Haushälfte eingelassen. Hausteinsohlbänke sind sichtbar. | Anfang 19. Jahrhundert                           | 12.12.1984                | 4.37            |
| Doppelwohnhaus                             | Doppelwohnhaus                                       | Zons Museumstraße 4–6 Karte                                                           | Ende des 19. Jahrhunderts wurden diese zweigeschossigen Doppelhäuser in jeweils zwei Achsen erbaut. Die Fassaden sind in Backstein mit Putzgliederung gehalten. | Ende 19. Jahrhundert                             | 12.12.1984                | 4.38            |
| Wohnhaus                                   | Wohnhaus                                             | Zons Museumstraße 24 Karte                                                            | Anfang des 19. Jahrhunderts erbautes zweigeschossiges Wohnhaus in drei Achsen mit Krüppelwalmdach. Fenster und Eingangstür mit verputzten Steingewänden. Seitlich ist ein eingeschossiger Putzbau angegliedert. | Anfang 19. Jahrhundert                           | 12.12.1984                | 4.41            |
| Jugend- und Pfarrheim St. Martinus         | Jugend- und Pfarrheim St. Martinus                   | Zons Rheinstraße 1 Karte                                                              | Im 18. Jahrhundert wurde dieser zwei- und dreigeschossiger Bau als Zollhaus in der nordwestlichen Ecke der Stadtummauerung erbaut. Die Fassade im Erdgeschoss ist verputzt mit eingesetzten Basaltversatzstücken. Fenster und Tür sind mit Steingewänden versehen. Der eine Teil des Gebäudes hat ein Mansarddach, der andere ein hohes Walmdach. Das ehemalige Zollhaus diente seit 1858 den Franziskanerinnen als Kloster bis 1960. Später wurde er als Jugend- und Pfarrheim der katholischen Kirchengemeinde St.-Martinus Zons genutzt. Vor dem ehemaligen Zollhaus steht das Denkmal des Gründers der Stadt Zons, Erzbischof Friedrich von Saarwerden III. | 18. Jahrhundert                                  | 12.12.1984                | 4.42            |
| Gaststätte                                 | Gaststätte                                           | Zons Rheinstraße 3 Karte                                                              | Ein zweigeschossiges Backsteingebäude aus dem 18. Jahrhundert in unregelmäßigen Achsen. Die Fenster sind mit Haustein umfasst. Seit ca. 1925 als Café, Weinkeller und Gaststätte bewirtschaftet. | 18. Jahrhundert                                  | 12.12.1984                | 4.43            |
| Wohnhaus                                   | Wohnhaus                                             | Zons Rheinstraße 4 Karte                                                              | Zweigeschossiges Gebäude aus dem 18. Jahrhundert in drei und zwei Achsen aus Backstein mit Backsteinlisenen und Krüppelwalmdach. Die Backsteinverblendung wurde vermutlich erst Ende des 19. Jahrhunderts vorgeblendet. Im rückwärtigen Schuppenteil ist noch teilweise der Sandsteinsturz erhalten. | 18. Jahrhundert                                  | 12.12.1984                | 4.44            |
| Wohnhaus                                   | Wohnhaus                                             | Zons Rheinstraße 5 Karte                                                              | Der zweigeschossige Fachwerkbau wurde 1620 mit unregelmäßigen Achsen errichtet. Die Seite zur Rheinstraße ist mit Backstein verblendet und geschlämmt. Auf der Rückseite ist Fachwerk sichtbar, das Obergeschoss kragt vor. Die Datierung ist aufgrund von Ankersplinten zu erkennen. Über der linken Haustür ist noch ein altes Hauszeichen mit den Symbolen von Nebelhorn und Anker eingemauert. | 1620                                             | 12.12.1984                | 4.45            |
| Wohnhaus                                   | Wohnhaus                                             | Zons Rheinstraße 6 Karte                                                              | Dreigeschossiges Wohnhaus aus dem 16./17. Jahrhundert mit ein und sechs Achsen errichtet aus geschlämmtem Backstein. Fenster und Türen sind eingefasst mit geschlämmten Steingewänden. Mansardwalmdach. Es handelt sich um eines der ältesten erhalten gebliebenen Wohnhäuser von Zons. | 16./17. Jahrhundert                              | 12.12.1984                | 4.46            |
| Wohn- und Geschäftshaus                    | Wohn- und Geschäftshaus                              | Zons Rheinstraße 8 Karte                                                              | Dreigeschossiger Fachwerkbau mit stark vorkragendem Obergeschoss aus dem 17. Jahrhundert. Das Erdgeschoss ist mit Backstein verkleidet und geschlämmt. Die alte Eingangstür aus Holz und der Fachwerkbalkon im Obergeschoss sind erhalten. Hohe Brandmauern, vermutlich noch von Vorgängerbauten, aus Backstein grenzen die Nachbarhäuser ab. Es handelt sich um eines der ältesten erhalten gebliebenen Wohnhäuser von Zons. | 17. Jahrhundert                                  | 12.12.1984                | 4.47            |
| Wohn- und Geschäftshaus                    | Wohn- und Geschäftshaus                              | Zons Rheinstraße 10 Karte                                                             | Zweigeschossiger Fachwerkbau aus dem 17. Jahrhundert in vier Achsen mit stark vorkragendem Obergeschoss und Walmdach mit Dreiecksgiebel. Im rückwärtigen Teil sind alte Kreuzfenster aus Sandstein erhalten. Es handelt sich um einer der ältesten erhalten gebliebenen Wohnhäuser von Zons. | 17. Jahrhundert                                  | 12.12.1984                | 4.48            |
| Wohnhaus                                   | Wohnhaus                                             | Zons Rheinstraße 12 Karte                                                             | Zweigeschossiges Eckhaus aus dem Jahr 1733 gelegen zur Turmstraße im Verhältnis 5 : 4. Jede Seite wird durch Dreieckgiebel betont. In der Rheinstraße ist ein zweigeschossiger, dreiachsiger Anbau mit Mansarddach angegliedert. Das ganze Gebäude ist in Backstein errichtet. Fenster und Türen sind mit Sandsteingewänden eingefasst. Datierung durch Ankersplinte auf der Fassade. Das Wohnhaus steht in einer Reihe repräsentativer barocken Bürgerhäuser, die als Rheinfront ein bemerkenswertes Ensemble innerhalb von Zons bilden. | 1733                                             | 12.12.1984                | 4.49            |
| Gaststätte „Stadt Zons“                    | Gaststätte „Stadt Zons“                              | Zons Rheinstraße 14 Karte                                                             | Zweigeschossiger verputzter Bau aus dem 19./20. Jahrhundert in drei und vier Achsen. Der rechte dreiachsige Teil, der vermutlich aus dem 19. Jahrhundert stammt, ist im rechten Teil dreigeschossig überhöht und durch einen Holzbalkon im Obergeschoss betont. Das Gebäude wird seit ca. 1905 als Gasthof bewirtschaftet. | 19./20. Jahrhundert                              | 12.12.1984                | 4.50            |
| Gaststätte „Altes Zollhaus“                | Gaststätte „Altes Zollhaus“                          | Zons Rheinstraße 16 Karte                                                             | Dieses zweigeschossige Gebäude in fünf Achsen mit leicht verzogener Mittelachse stammt aus der zweiten Hälfte des 18. Jahrhunderts. Sockel, Fenster, Türgewände, Keilsteine und Kranzgesimse sowie der Treppenlauf sind aus Stein, die Fassade ist verputzt. Das alte Oberlicht der Eingangstür ist erhalten. Das seit Mitte des 19. Jahrhunderts als Gasthof betriebene Gebäude hatte bis zu einem Brand 1920 ein schönes Schieferdach-Obergeschoss, das nach der Zerstörung nicht wieder aufgebaut wurde. | 2. Hälfte 18. Jahrhundert                        | 12.12.1984                | 4.51            |
| Wohnhaus                                   | Wohnhaus                                             | Zons Rheinstraße 18 Karte                                                             | Dieser ehemalige, dreiflügelige Backsteinbau ist Ende des 18. Jahrhunderts errichtet worden. Die Eingangstür mit kleinem Treppenlauf ist nach rechts versetzt in das zweigeschossige Wohnhaus in vier Achsen mit leicht vorgezogenen Mittelachsen eingefügt. Das Gebäude ist aus Backstein errichtet. | Ende 18. Jahrhundert                             | 12.12.1984                | 4.52            |
| Wohnhaus                                   | Wohnhaus                                             | Zons Rheinstraße 20 Karte                                                             | Der ehemalige, dreiflügelige Hof aus der Mitte des 19. Jahrhunderts ist mit Quaderputz versehen. Das zweigeschossige Wohnhaus in fünf Achsen ist zentriert durch die doppelläufige Sandsteintreppe. Ein Balkon im ersten Obergeschoss und ein Dreieckgiebel betonen die Mittelachse. Im rechten Gebäudeteil ist eine große Tordurchfahrt eingelassen, die auf die frühere landwirtschaftliche Nutzung hinweist. Die rückwärtigen Wirtschaftstrakte, die dem Ende des 19. Jahrhunderts zugeschrieben werden, sind aus Backstein. | Mitte 19. Jahrhundert                            | 12.12.1984                | 4.53            |
| Wohnhaus                                   | Wohnhaus                                             | Zons Schloßplatz 2 Karte                                                              | Zweigeschossiger Fachwerkbau aus dem 18. Jahrhundert aus Backstein mit verputztem Sockel. Die ehemalige Eingangstür am Schlossplatz wurde vermauert. Ebenso ein Fenster im Obergeschoss. In der Rheinstraße befindet sich ein kleiner Anbau mit Tordurchfahrt. | 18. Jahrhundert                                  | 12.12.1984                | 4.55            |
| Wohnhaus                                   | Wohnhaus                                             | Zons Schloßplatz 1 Karte                                                              | Zweigeschossiger Fachwerkbau aus der Zeit um 1800 in nicht durchgezogenen Achsen, der nachträglich mit Backstein verblendet und geschlämmt wurde. Seitlich zur Mauer hin befindet sich ein stark modernisierter Rauputzanbau. | um 1800                                          | 12.12.1984                | 4.56            |
| weitere Bilder                             | Fachwerkhaus                                         | Zons Schloßstraße 2–4 Karte                                                           | Das zweigeschossige Doppelhaus in sieben Achsen mit in der Mitte liegender Toreinfahrt und Krüppelwalmdach wurde im Jahr 1714 erbaut. Das große Rundtor weist, wie einige andere ältere Häuser in Zons, noch auf die ehemalige bäuerliche Bestimmung hin. Beide Eingangstüren und die Fenster des Erdgeschosses sind mit Sandsteingewänden versehen. Das Fachwerkgebäude wurde nachträglich mit Backstein verblendet, der Sockel mit Basaltversatzstücken. Die Datierung ist durch Ankersplinte auf der Fassade und in den Türstürzen zu erkennen. Haus Nr. 2 hat einen alten Treppenlauf aus Sandstein. Bei Haus Nr. 4 wurde der Sandstein durch Werkstein ersetzt. Heute befindet sich hier die Tourist-Info mit dem in Hof liegenden Kräutergarten. | 1714                                             | 12.12.1984                | 4.57            |
| Wohnhaus                                   | Wohnhaus                                             | Zons Schloßstraße 6 Karte                                                             | In diesem zweigeschossigen Backsteinbau in drei Achsen, errichtet Anfang des 19. Jahrhunderts, ist die Tür nahezu mittig in die Front eingelassen. | Anfang 19. Jahrhundert                           | 12.12.1984                | 4.58            |
| Wohnhaus                                   | Wohnhaus                                             | Zons Schloßstraße 8 Karte                                                             | Ende des 19. Jahrhunderts wurde dieses zweigeschossige Eckhaus zur Museumstraße in 3 : 2 Achsen aus Backstein erbaut. Die Giebelseite ist verputzt, die Giebelfenster wurden nachträglich vermauert. Die Eingangstür ist als Mitteltür mit Beischlag eingefügt. | Ende 19. Jahrhundert                             | 12.12.1984                | 4.59            |
| Doppelhaus                                 | Doppelhaus                                           | Zons Schloßstraße 11–13 Karte                                                         | Zweigeschossiges Backsteindoppelhaus in jeweils zwei Achsen. |                                                  | 12.12.1984                | 4.60            |
| Wohnhaus                                   | Wohnhaus                                             | Zons Schloßstraße 14 Karte                                                            | Zweigeschossiges Backsteinwohnhaus in drei Achsen aus dem Jahr 1838, datiert durch Ankersplinte. In der linken Hälfte der Front ist eine Toreinfahrt als Hinweis auf die frühere landwirtschaftliche Nutzung eingelassen. | 1838                                             | 12.12.1984                | 4.61            |
| Wohnhaus                                   | Wohnhaus                                             | Zons Schloßstraße 16 Karte                                                            | Um 1780 entstandenes zweigeschossiges Wohnhaus in drei Achsen mit Krüppelwalmdach und Quaderputzfassade vom Anfang des 19. Jahrhunderts. Die Giebelseite ist in geschlämmten Backstein gehalten. Die alte Eingangstür mit Biedermeier-Oberlicht wurde zentriert in die Front eingelassen. | um 1780                                          | 12.12.1984                | 4.62            |
| Wohnhaus                                   | Wohnhaus                                             | Zons Schloßstraße 22 Karte                                                            | Anfang des 19. Jahrhunderts errichteter zweigeschossiger, zur Grünwaldstraße hin giebelständiger Fachwerkbau. Fassade in Rauputz, der Giebel ist mit Backstein verblendet. | Anfang 19. Jahrhundert                           | 12.12.1984                | 4.64            |
| Wohn- und Geschäftshaus                    | Wohn- und Geschäftshaus                              | Zons Schloßstraße 24 Karte                                                            | Anfang des 19. Jahrhunderts errichteter zweigeschossiger, giebelständiger Fachwerkbau, später mit Rauputz versehen. Das Erdgeschoss wurde durch einen Ladeneinbau verändert und der Sockel des Hauses mit Marmorplatten verkleidet. Rückwärtig ist eine Fachwerkscheune mit Backsteingefachen angegliedert. | Anfang 19. Jahrhundert                           | 12.12.1984                | 4.65            |
| Wohnhaus                                   | Wohnhaus                                             | Zons Schloßstraße 32 Karte                                                            | In nicht durchgezogenen Achsen erstellter zweigeschossiger Fachwerkbau aus dem 19. Jahrhundert. Fenster und Türen mit Holzgewänden versehen. | 19. Jahrhundert                                  | 12.12.1984                | 4.66            |
| Gaststätte „Zum Feldtor“                   | Gaststätte „Zum Feldtor“                             | Zons Schloßstraße 40 Karte                                                            | Zweigeschossiges Eckhaus mit Walmdach zur Wendelstraße in einer und fünf Achsen aus dem Jahr 1801. In die rechte Fassadenhälfte ist eine Toreinfahrt mit Keilsteinen aus Blaustein eingelassen, die mit einer Inschrift versehen wurde. Dem Fachwerkhaus ist nachträglich Quaderputz vorgesetzt worden. |                                                  | 12.12.1984                | 4.68            |
| Gasthof „Zur Post“                         | Gasthof „Zur Post“                                   | Zons Schloßstraße 52 Karte                                                            | Die mehrflügelige Hofanlage aus der zweiten Hälfte des 19. Jahrhunderts ist aus Backstein errichtet. Das zweigeschossige Wohnhaus in drei Achsen steht mit der Traufseite zur Straße. Die Giebelseiten haben unregelmäßige Achsen. Ein moderner eingeschossiger Anbau ist angefügt, das Wirtschaftsgebäude wurde verändert. Auch dieses Gebäude gehört zu den ältesten Gaststätten in Zons. | 2. Hälfte 19. Jahrhundert                        | 12.12.1984                | 4.70            |
| Wohn- und Geschäftshaus                    | Wohn- und Geschäftshaus                              | Zons Turmstraße 2 Karte                                                               | Im Jahre 1630 errichtetes zweigeschossiges Eckhaus zur Rheinstraße mit einer Tordurchfahrt. Das Fachwerkhaus mit Walmdach ist nachträglich verputzt worden, die Tür mit Treppenlauf blieb erhalten. Der in der Turmstraße gelegene Gebäudeteil ist mit Backstein verkleidet und geschlämmt. Bei Renovierungsarbeiten 1983 wurde ein Fachwerk-Holzbalken mit der Bauinschrift „1683“ freigelegt, konnte aber leider nicht erhalten werden. Das traditionsreiche Gasthaus „St. Peter“ wird seit über 100 Jahren als Gaststätte betrieben | 1630                                             | 12.12.1984                | 4.71            |
| Wohnhaus                                   | Wohnhaus                                             | Zons Turmstraße 4 Karte                                                               | Der zweigeschossige Fachwerkbau in drei Achsen mit leicht vorgezogener und durch Dreieckgiebel im Mansarddach betonter Mittelachse entstand Ende des 18. Jahrhunderts. Die Fassade wurde mit Backstein verkleidet und geschlämmt. | Ende 18. Jahrhundert                             | 12.12.1984                | 4.72            |
| Wohnhaus                                   | Wohnhaus                                             | Zons Turmstraße 6 Karte                                                               | Das zweigeschossige Fachwerkhaus in fünf Achsen mit durch Dreieckgiebel hervorgehobener Mittelachse ist Ende des 18. Jahrhunderts errichtet worden. Im linken Gebäudeteil mit geschlämmter Backsteinfassade ist eine Toreinfahrt eingelassen. Die Tür und die Fenster sind mit verputzten Steingewänden eingefasst. | Ende 18. Jahrhundert                             | 12.12.1984                | 4.73            |
| Wohnhaus                                   | Wohnhaus                                             | Zons Turmstraße 7 Karte                                                               | Ende des 19. Jahrhunderts errichtetes zweigeschossiges Eckhaus zur Museumstraße in drei und zwei Achsen, bedeckt mit einem Krüppelwalmdach. Die Backsteinfassade ist durch Lisenengliederung geschmückt. | Ende 19. Jahrhundert                             | 12.12.1984                | 4.74            |
| Wohnhaus                                   | Wohnhaus                                             | Zons Turmstraße 8 Karte                                                               | Im rechten Gebäudeteil des Ende des 19. Jahrhunderts erbauten Hauses ist eine Toreinfahrt eingelassen. Die Fassade zeigt Backstein mit Putzgliederung. | Ende 19. Jahrhundert                             | 12.12.1984                | 4.75            |
| Wohnhaus                                   | Wohnhaus                                             | Zons Turmstraße 10 Karte                                                              | Ende des 18. Jahrhunderts errichteter zweigeschossiger Backsteinbau in fünf Achsen mit Putzgliederung und Krüppelwalmdach. Die Tür ist mittig eingelassen und wie auch die Fenster mit Sandsteingewänden versehen. Die Putzrahmung der Tür stammt aus dem 20. Jahrhundert. | Ende 18. Jahrhundert                             | 12.12.1984                | 4.76            |
| Wohnhaus                                   | Wohnhaus                                             | Zons Turmstraße 14 Karte                                                              | Zweigeschossiges Fachwerkhaus aus dem 19. Jahrhundert in drei Achsen mit Mitteltür. Der Fassadenputz wurde später aufgebracht. | 19. Jahrhundert                                  | 12.12.1984                | 4.77            |
| Wohnhaus                                   | Wohnhaus                                             | Zons Turmstraße 16 Karte                                                              | Zweigeschossiger Bau aus dem 19. Jahrhundert in drei Achsen mit Backsteinfassade, in die Basaltversatzstücke eingearbeitet wurden. In das ehemalige große Mittelportal wurde eine kleine Eingangstür gesetzt. | 19. Jahrhundert                                  | 12.12.1984                | 4.78            |
| Wohnhäuser                                 | Wohnhäuser                                           | Zons Wendelstraße 1-3 Karte                                                           | Zweigeschossiges Fachwerkdoppelhaus aus dem 18. Jahrhundert in nicht durchgezogenen Achsen. Eine Giebelseite ist mit Backstein verkleidet und als Brandmauer überhöht. Die Häuser stoßen mit ihrer Rückseite an die Stadtmauer. | 18. Jahrhundert                                  | 12.12.1984                | 4.79            |
| Wohnhaus                                   | Wohnhaus                                             | Zons Zehntgasse 6 Karte                                                               | Aus dem 17. Jahrhundert und um 1800. Zweigeschossiges Giebelhaus in drei Achsen mit Schweifgiebel. Das Gebäude ist aus Backstein errichtet, die Fenster sind mit verputzten Steingewänden eingefasst. Ankersplinte auf der Fassade. | 17. Jahrhundert                                  | 12.12.1984                | 4.80            |
| Wohnhaus                                   | Wohnhaus                                             | Zons Zehntgasse 11 Karte                                                              | Um 1920 erbautes zweigeschossiges Backsteinhaus in zwei Achsen mit Schweifgiebel. | um 1920                                          | 12.12.1984                | 4.81            |
| Wohnhaus                                   | Wohnhaus                                             | Dormagen Kölner Straße 127 Karte                                                      | Zweigeschossiges, fünfachsiges Wohnhaus, die Straßenfront ganz in Werkstein gefasst. Ehemaliges jüdisches Wohn- und Geschäftshaus mit Betstube. | 1912                                             | 04.01.1994                | 4.82            |
| ehemaliges Pastorat                        | ehemaliges Pastorat                                  | Hackenbroich Auf der Au 3 Karte                                                       | 1927 anstelle eines barocken Vorgängerbaus auf einer leichten Erhöhung errichtet. Backsteinbau über zweieinhalb Geschosse auf rechteckigem Grundriss mit Walmdach. Die Fassade des Wohnhauses ist sechsachsig, die Rückwand ist fünfachsig. Die Fenster des Gebäudes sind hochrechteckig und durch Sprossen unterteilt. Die Raumaufteilung im Inneren des Gebäudes besteht weitgehend im Original. Im Flur des Hochparterres und im Bad des Obergeschosses ist der originale Bodenbelag aus verschieden farbigen Porphyrfliesen erhalten. Auch das Treppengeländer besteht im Original. Rechts neben dem Wohnhaus steht etwas nach hinten versetzt ein ebenfalls aus gefugtem Backstein errichteter eingeschossiger Bau auf rechteckigem Grundriss, der als Geräteschuppen, Stall und Schlachtraum diente. Das ehemalige Pastorat ist mit seiner Schauseite, durch seine Erhöhung und durch den vor dem Gebäude liegenden, ansehnlich großen Vorgarten als repräsentatives und bedeutsames Gebäude hervorgehoben. Der repräsentative Charakter wird unterstützt durch den freien Blick vor der Abzweigung Dorfstraße / Auf der Au auf den Vorgarten mit Zauneinfassung und das Pfarrhaus. | 1927                                             | 14.11.2007                | 4.83            |
| Alte Schule Hackenbroich                   | Alte Schule Hackenbroich                             | Hackenbroich Dormagener Straße1 21 Karte                                              | Ehemaliges Schulgebäude, erste Erwähnung am heutigen Standort 1841. Zweigeschossiger Backsteinbau mit Walmdach, seit 1938 weitgehend unverändert erhalten. 1862/63 Vergrößerung des damals eingeschossigen Schulhauses mit Satteldach in der Länge, beidseitig des mittigen Eingangs je ein Klassenraum mit drei Fenstern. Weitere Umbauten mit Aufstockungen und Erweiterungen des Gebäudes zur Errichtung einer Lehrerwohnung im südlichen Teil (1928) und eines dritten Klassenraums im Nordtrakt (1937/38). Im Innern viele Ausstattungsteile wie Türen und Wandschränke weitgehend unverändert erhalten, Raumaufteilung teilweise verändert. Die Alte Schule ist eines der letzten anschaulich erhaltenen Zeugnisse der Baugeschichte des Ortsteils Hackenbroich. Sie prägt ihren Standort nahe der ältesten Bebauung im unmittelbaren Umfeld und bezeugt die Entwicklung des Schulwesens im Rheinland, das seit 1815 preußische Provinz war. Im heutigen Zustand ist die Alte Schule ein gut erhaltenes Beispiel des Bauens in den 1930er Jahren. Moderne Ansprüche wie die ausreichende Belichtung und Größe der Klassen sind kombiniert mit traditionellen Elementen wie Backsteinbauweise und Walmdach. Die historische Ausstattung ist vergleichsweise gut erhalten. Die rückwärtigen Anbauten aus den 1950er und 1960er Jahren sind nicht in den Denkmalumfang eingeschlossen. | 1841                                             | 20.04.2011                | 4.84            |
|                                            | Luftschutzbunker Zons                                | Zons Schloßstraße (Höhe Haus 44/46)                                                   | |                                                  |                           | 4.85            |
| BW                                         | Madonna (bewegliches Denkmal) im Kreismuseum         | Zons Schlossstraße 1 Karte                                                            | Gotische Sandsteinfigur aus dem Südtor der Stadtmauer, vermutlich um 1400 erstellt. | um 1400                                          | 15.05.1984                | 6.01            |
| BW                                         | Madonna (bewegliches Denkmal) im Kreismuseum         | Zons Schlossstraße 1 Karte                                                            | Gotische Sandsteinfigur aus dem Feldtor der Stadtmauer, vermutlich um 1400 erstellt. | um 1400                                          | 15.05.1984                | 6.02            |